# Avšalomova jeskyně

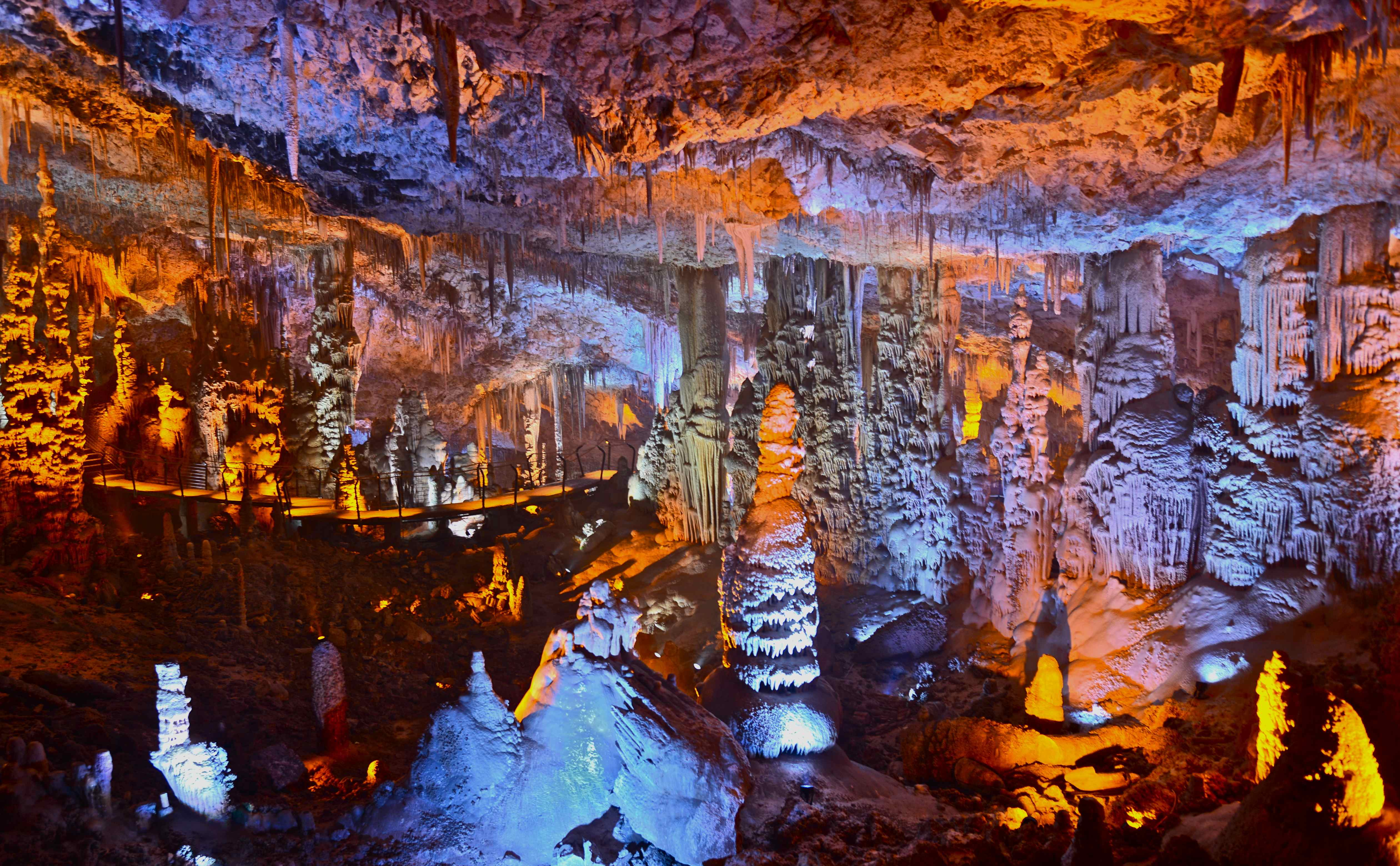
Avshlom cave

Avšalomova jeskyně (hebrejsky: מערת אבשלום), též známá jako jeskyně Sorek či Stalaktická jeskyně (hebrejsky: מערת הנטיפים), je krasová jeskyně a přírodní rezervace, nacházející se při západním úpatí Judských hor, poblíž města Bejt Šemeš v Izraeli. Jeskyně, jedinečná vysokým výskytem stalaktitů, je 83 metrů dlouhá, 60 metrů široká a 15 metrů vysoká.
Byla objevena náhodou v květnu 1968 při stavebních pracích s trhavinami v nedalekém Har-Tov, asi 3 kilometry východně od Bejt Šemeš. Nese jméno izraelského vojáka Avšaloma Šoama, který byl zabit během Opotřebovací války. Po objevení jeskně byla lokalita po několik let držena v tajnosti z obavy zničení jejího přírodního bohatství. Zpřístupněna byla až 16. března 1975. Některé ze zdejších stalaktitů jsou až čtyři metry dlouhé a stáří některých z nich se odhaduje až na 300 tisíc let.
Teplota a vlhkost je v jeskyni konstantní po celý rok. Nachází se v srdci Avšalomovy přírodní rezervace a je celoročně přístupná návštěvníkům.